# Яворово (Старозагорская область)
Яворово (болг. Яворово) — село в Болгарии. Находится в Старозагорской области, входит в общину Чирпан. Население составляет 443 человека.

## Политическая ситуация
В местном кметстве Яворово, в состав которого входит Яворово, должность кмета (старосты) исполняет Райчо Димитров Стоев (коалиция в составе 2 партий: Союз свободной демократии (ССД), Национальное движение «Симеон Второй») по результатам выборов правления кметства.
Кмет (мэр) общины Чирпан — Васил Георгиев Донев (коалиция: Политическое движение социал-демократов (ПДСД) и Объединённый блок труда (ОБТ)) по результатам выборов в правление общины.